# Tally-ho
La frase Tally-ho è un'espressione britannica usata nella caccia alla volpe, urlata quando un cavaliere avvista la volpe.

## Etimologia
Il termine Tally-ho risale al 1772,  ed è probabilmente una derivazione dal francese taïaut, un grido per eccitare i cani durante la caccia al cervo.
Il Tally-ho è usato anche nelle campagne dell'India del nord per provocare i cani. In India la frase è pronunciata come leo-ho. Furono probabilmente i colonizzatori britannici a diffondere l'espressione presso il popolo Indiano. Successivamente è diventata interscambiabile con choo, con lo stesso significato di leo-ho.

## Altri usi

### Forze Aeree
Questa espressione fu comunemente usata durante la Seconda guerra mondiale dai piloti di lingua inglese per avvisare di aver avvistato un aereo nemico. È tuttora usato a questo scopo, e anche per segnalare bersagli terrestri, benché di solito sia abbreviato in "Tally."
Tally-ho è anche il motto della 609 (West Riding) Squadron, un famoso squadrone inglese della Seconda guerra mondiale, tuttora esistente nel nord dello Yorkshire.

### Carte da gioco
Tally-Ho è un caratteristico mazzo di carte prodotto dalla  United States Playing Card Company riconoscibile il classico dorso con disegno circolare.

### NASA
Tally Ho è il termine utilizzato dalla NASA durante le trasmissioni radio tra la flotta dello space shuttle e il controllo della missione per identificare oggetti spaziali..

### Televisione
Tally Ho è il nome del quotidiano locale del "Villaggio" in cui risiede il protagonista della serie televisiva britannica Il prigioniero, che viene distribuito in formato di un solo foglio e che contiene l'unica fonte di informazione permessa dal Numero 2 all'interno dello strano paese in cui si trova prigioniero il Numero 6.
L'espressione è utilizzata, senza traduzione, anche nel film Disney Mary Poppins durante l'episodio della caccia alla volpe.